# ラスナ (マヒリョウ州)

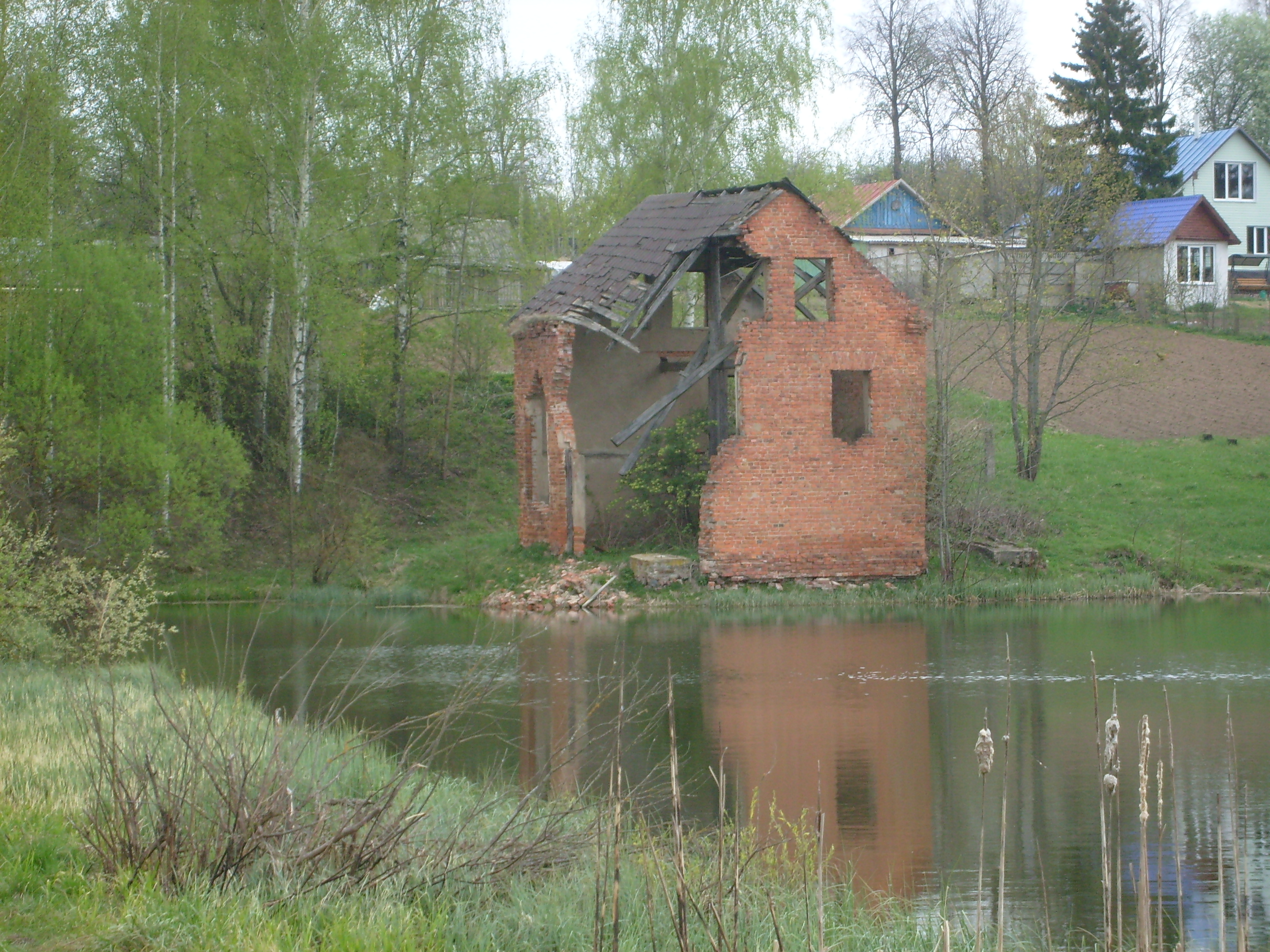

ラスナ（ベラルーシ語: Расна）、リャスノ（ロシア語: Рясно リャスナ）は、ベラルーシ・マヒリョウ州ドルィビン地区(ru)の村落（ベラルーシ語: вёска）である。またラスナ村評議会(ru)の中心である。人口は1999年に857人、2009年に764人。
年代記上の初出は1335年であり、当時のラスナはムスチスラヴリ公国に属する都市だった。ラスナという名は、ベラルーシ（ソ連）の歴史学者V.ジュチケヴィチ(ru)によれば、モウセンゴケ（ベラルーシ語: Расіца / rasitsa）に由来するという。